# Сали Мугабе
Сали Франческа Хайфрон Мугабе (на английски: Sally Francesca (Hayfron) Mugabe) или също позната като Сали Мугабе е първата съпруга на Роберт Мугабе – президента на Зимбабве, и първа дама на Зимбабве от 1980 до смъртта си през 1992 г. Тя е по-популярно наричана „Амаи“ (майка) в Зимбабве.

## Ранен живот
Родена е в Гана през 1931 г. Сали и нейната сестра-близнак Естир са отгледани в политически ангажирано семейство, част от нарастващото националноосвободително движение в колониална Гана.
Става учител по образование и се изявява като независим политически активист. За пръв път се ангажира с политическа дейност проез 1962, когато вдъхновява и организира африканките да се противопоставят на конституцията на Южна Родезия, съставена от Ян Смит, заради което е обвинена в подривна дейност и осъдена на 5 години затвор. Част от срока е съкратен.

## Изгнание и семейство
Хайфрон се омъжва за Роберт Мугабе през април 1961 в Хараре (тогава Солзбъри).
През 1967 Сали емигрира в Лондон, където прекарва следващите 8 години, призовавайки и застъпвайки се за освобождаването на политическите затворници в Южна Родезия, включително на съпруга ѝ, арестуван през 1964 г. и оставен в затвора за 10 години. Техният единствен син Нхамодзеника, роден през 1963 по време на периода на затворничество, е покосен от сериозен пристъп на малария и умира в Гана през 1966 г. Мугабе е бил възпрепятствуван да присъства на погребението на сина си и Сали е принудена сама да понесе физическите и емоционални тегоби на загубата.
След освобождаването на Мугабе от затвора през 1975 г. и последвалото му бягство в Мозамбик с Едгар Текере – неговия съратник-революционер и най-добър приятел по онова време, се засилва гражданската война. Сали Мугабе успява да се срещне със съпруга си в Мапуту, където приема ролята на майка за хиляди зимбабвийци-изгнаници и революционери, които са бягали от родезийското правителствено потисничество. Нейните усилия от този период ѝ спечелват прозвището Amai (майка).

## Завръщане в политиката
През 1978 е избрана за заместник-председател на Лигата на жените към партията ZANU-PF. През 1980 следва да се приспособи към ролята на първия премиер-министър на страната от африкански произход. Избрана е за генерален секретар на Лигата на жените към ZANU-PF на партийния конгрес през 1989.
Също така е основател на Зимбабвийското движение за спасяване на децата. Сали Мугабе основава Сътрудничество на зимбабвийските жени в Британия през 1986 г. и подкрепя Akina Mama wa Africa, организация със седалище в Лондон, чиято дейност е съсредоточена в развитието на женските въпроси в Африка и Обединеното кралство.

## Смърт и памет
Кончината на Сали настъпва на 27 януари 1992 поради бъбречна недостатъчност. След смъртта и е погребана в Националното гробище на героите в Хараре. През 2002, за да се отбележи 10-ата годишнина от нейната смърт, в Зимбабве са пуснати в обращение 4 пощенски марки със сходно оформление и според 2 различни снимки всяка снимка се появява на 2 марки. Зимбабвийците си спомнят за нея с нежност и привързаност, тъй като все още се счита за майка на зимбабвийската нация. 